# آندریا ورا
آندریا ورا (انگلیسی: Andrea Vera؛ زادهٔ ۱۰ آوریل ۱۹۹۳) بازیکن فوتبال زن اهل اکوادور است.
وی همچنین در تیم ملی فوتبال اکوادور بازی کرده‌است.